# Дом культуры «Знамя труда»
Дом культуры «Знамя труда» — каменное здание, построенное в 1929 году на Интернациональной улице в Тамбове, ныне Тамбовской области. Памятник архитектуры регионального значения. В настоящее время здание используется как объект учреждения культуры.

## История
Дом культуры «Знамя труда» расположен вблизи к железнодорожному вокзалу по улице Интернациональной в Советском районе города Тамбова Тамбовской области. В народе его называют коротко «Знамёнка». Проект строения архитектора Свирчевского был утверждён в 1927 году. Само здание принято в эксплуатацию 10 января 1929 года. Первоначально строение использовалось как клуб для рабочих мастерских, железнодорожников, впоследствии Дом культуры «Знамя труда» Тамбовского вагоноремонтного завода.
Строение выполнено в простых и четких формах. Монументальность и выразительность ему придают различные объемы и вертикальные, горизонтальные линии. Здание является памятником советской архитектуры. На фасадной стене имеются два барельефа исполненные художником П. Масловым: первый — пролетарии в движении к науке, спорту, искусству, второй — пролетарии в союзе с крестьянством.

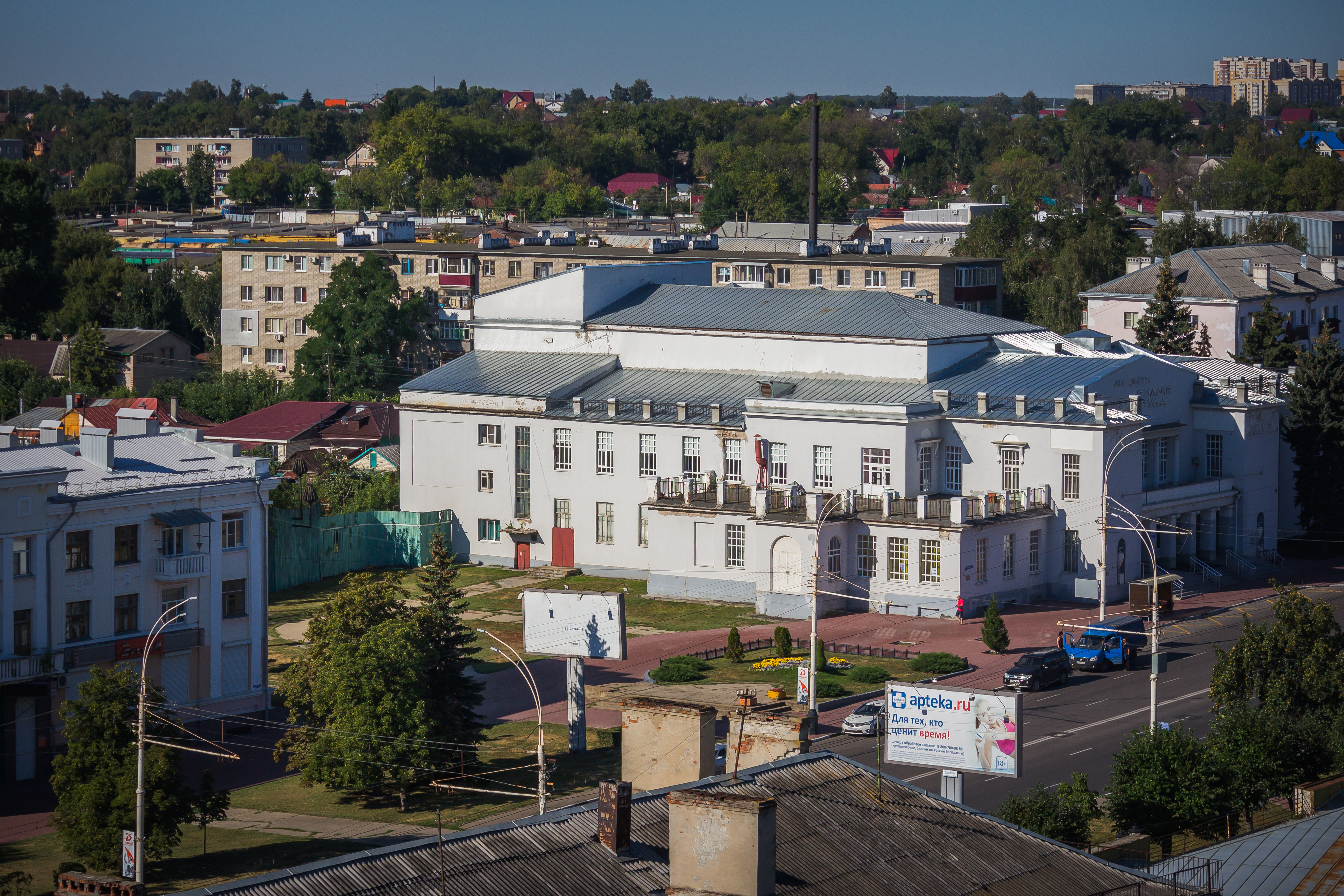
Вид сверху

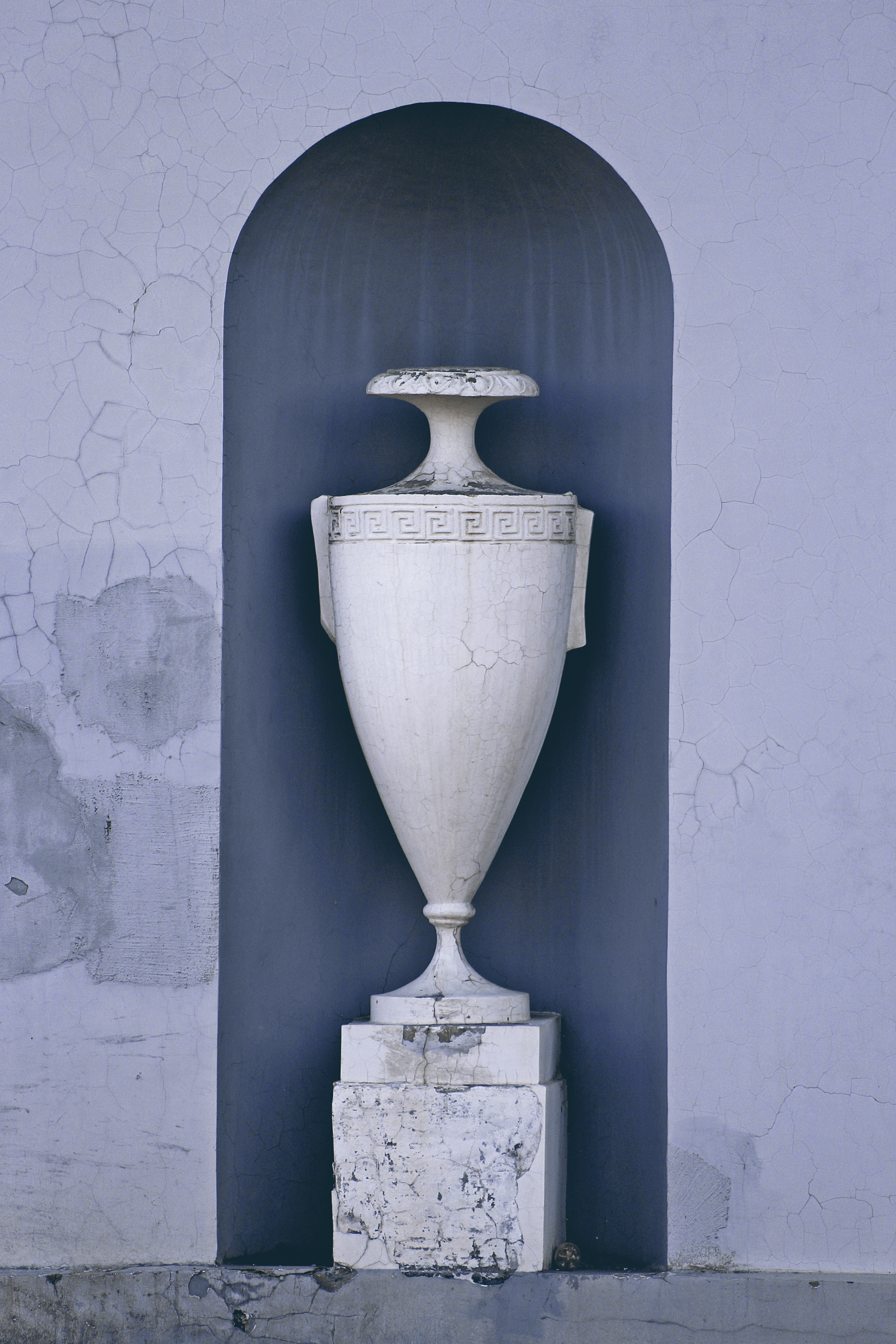
Элементы архитектуры

После начала эксплуатации нового клуба, «Знамя труда» долгие годы был самым большим заводским клубом города Тамбова. Зрительный зал не уступал по размерам залу тамбовского драмтеатра. В этом зале организовывались различные городские и областные собрания, конференции.
В 90-е годы XX века заводы, на балансе которых находились подобные строения, практически не финансировали объекты. «Знамя труда» стало счастливым исключением из общих правил. В декабре 1998 года на базе Дома культуры было создано муниципальное учреждение "Дворец культуры «Знамя труда», которое в сентябре 2011 года стало муниципальным бюджетным учреждением культуры.
Дом культуры в 2016 году признан памятником архитектуры и объектом культурного наследия регионального значения.

## МБУ «Дом культуры „Знамя труда“»
В Доме культуры в настоящее время работают по многим направлениям развития искусства и творчества. Здесь совместно ставятся различные программы и организовываются занятия с детьми, молодежью и взрослым населением. На площадях учреждения культуры трудятся:
- 3 профессиональных коллектива;
- 1 заслуженный коллектив народного творчества;
- 5 народных самодеятельных коллективов;
- 5 детских образцовых коллективов;
- 2 самодеятельных коллектива;
- 11 любительских объединений и клубов по интересам;
- 9 коллективов, работающих на коммерческой основе.